# Rápigy
Rápigy (ukránul: Ряпідь) falu Ukrajnában, Kárpátalján, a Huszti járásban.

## Fekvése
Huszttól északkeletre, Berezna mellett fekvő település.

## Nevének eredete
A Rápigy helységnév román víznévi eredetű, (1864: Reapedina Dolina) a pataknév alapja a román repede’ gyors, fürge, sebes, rohanó’ melléknév. A hivatalos ukrán Ряпідь a román név szlávosított alakja.

## Története
Rápigy nevét 1898-ban Rjapedin (hnt.) néven írták. Későbbi névváltozatai: 1902-ben Rjapedin (hnt.), 1944-ben Rápigy, Ряпідь, 1983-ban Ряпідь (Zo).
A település Berezna külterületi lakott helye volt, 2020-ig közigazgatásilag is hozzá tartozott.